# Doryidella
Doryidella es un género de insecto coleóptero de la familia Chrysomelidae.

## Especies
Las especies de este género son:
- Doryidella minor Kimoto, 1989
- Doryidella pallida (Jacoby, 1892)